# Icek Glogowski
Icek Glocowsky of Glogowski, bijgenaamd Gros Jacques (Piotrków Trybunalski, 26 september 1898 – na 1944) was een Poolse Jood die Brusselse Joden verklikte en mishandelde tijdens de Tweede Wereldoorlog. Hij wordt verantwoordelijk geacht voor honderden deportaties.

## Leven
Glogowski kwam uit Polen en migreerde in 1921 naar Brussel, waar hij werkte als hotelportier. In 1929 voorkwam hij zijn uitzetting door als informant te gaan werken voor politie en rijkswacht. Hij lag aan de basis van verschillende aanhoudingen en verkreeg daardoor in 1931 een regularisatie. 
Onder de Duitse bezetting werden zijn vrouw Eva en zijn drie kinderen – Elka (9), Simon (7) en Léon (5) – gearresteerd en overgebracht naar de Dossinkazerne. Vandaar werden ze op 10 oktober 1942 met het twaalfde treinkonvooi naar Auschwitz gevoerd. Het is niet duidelijk of en hoe dit een rol heeft gespeeld in zijn beslissing om informant te worden van de Sipo-SD, want zelfs de datum van die beslissing is niet bekend. Er is gespeculeerd dat hij misschien zichzelf redde door informant te worden, of dat hij het idee dat anderen gespaard zouden blijven, niet kon verdragen. Blijkbaar geloofde hij dat zijn gezin nog kon terugkeren, want bij een verhuizing drong hij er bij de Judenabteilung op aan dat ook hun domicilie zou worden aangepast.
Bij de Sipo-SD werkte Glogowski onder de bescherming van Judenreferent Kurt Asche, meestal in duo met Otto Siegburg. Hij woonde in Ukkel samen met een Duitser en ging elke morgen naar het Gestapo-gebouw aan de Louizalaan, waar hij over een bureau beschikte. Vervolgens nam hij met zijn dienstrevolver plaats in een kleine Citroën van de politie om de straten van Brussel af te speuren naar Joden zonder Jodenster. Hij beperkte zich niet tot aanwijzingen, maar hielp bij arrestaties, confrontaties en ondervragingen. In de kelders van de Gestapo gaf hij zich over aan mishandelingen. Zowel bij slachtoffers als bij collega's stond hij bekend als nog hardvochtiger dan de Duitsers. Zijn corpulente verschijning, met een hakenkruis op zijn revers gespeld, was gevreesd en gehaat bij de Brusselse Joden. Hij werd voor hen een obsessie, wat mogelijk zijn reputatie van alomtegenwoordigheid en doeltreffendheid heeft opgeblazen voorbij de realiteit.
Het verzet heeft tot achttien keer toe geprobeerd Glogowski te elimineren, maar zonder succes. Onder impuls van Youra Livchitz pleegde Landau op 27 april 1943 een aanslag in Glogowski's woning in de Vanderkinderestraat, maar zijn pistool blokkeerde. Vanaf dan werd Glogowski elke dag opgehaald en afgezet door een voertuig van de Gestapo. In juni 1944 probeerden tien verzetsstrijders hem in Anderlecht te treffen, maar hij kwam niet opdagen en drie partizanen vonden de dood. 
De bevrijding van Brussel was dan al nakend. Glogowski vluchtte eind augustus met zijn Duitse collega's. Hij is in oktober nog gesignaleerd in een Gestapo-gebouw in Keulen, en zou nadien informant zijn geworden in een concentratiekamp bij Meppen. Vervolgens verdween hij spoorloos. Het gerucht liep dat hij door de Duitsers was geëxecuteerd. Op 13 maart 1947 werd hij bij verstek ter dood veroordeeld door de Krijgsraad, maar hij is nooit teruggevonden.

## Voetnoten
1. ↑  Marion Schreiber, Stille Rebellen. Der Überfall auf den 20. Deportationszug nach Auschwitz, 2001, p. 73. Gearchiveerd op 5 augustus 2023.